# Okręg wyborczy Horncastle
Okręg wyborczy Horncastle powstał w 1885 r. i wysyłał do brytyjskiej Izby Gmin jednego deputowanego. Okręg położony był w hrabstwie Lincolnshire. Został zlikwidowany w 1983 r.

## Deputowani do brytyjskiej Izby Gmin z okręgu Horncastle
- 1885–1894: Edward Stanhope, Partia Konserwatywna
- 1894–1911: Gilbert Heathcote-Drummond-Willoughby, lord Willoughby de Eresby, Partia Konserwatywna
- 1911–1920: William Weigall, Partia Konserwatywna
- 1920–1922: Stafford Vere Hotchkin, Partia Konserwatywna
- 1922–1924: Samuel Pattinson, Partia Liberalna
- 1924–1945: Henry Haslam, Partia Konserwatywna
- 1945–1966: John Francis Whitaker Maitland, Partia Konserwatywna
- 1966–1983: Peter Tapsell, Partia Konserwatywna